# 有田警察署
有田警察署（ありだけいさつしょ）は、かつて存在した和歌山県警察が管轄していた警察署の一つである。
識別章所属表示はWA。庁舎は現在有田湯浅警察署有田分庁舎として利用されている。

## 所在地
- 和歌山県有田市宮崎町265

## 管轄区域
- 有田市

## 交番
（ ）の中は所在地
- 箕島駅前交番（有田市箕島）
- 糸我交番 (有田市糸我町中番)

## 警察官駐在所
（ ）の中は所在地
- 辰ヶ浜警察官駐在所（有田市宮崎町）
- 初島警察官駐在所（有田市初島町浜）